# Centre intermodal d'activitats logístiques de Montblanc
El Logis Intermodal de Montblanc o Centre intermodal d'activitats logístiques de Montblanc és un parc logístic que es construirà al terme municipal de Montblanc (Conca de Barberà).
El nou recinte, que es construirà per fases, tindrà una superfície d'unes 346.000 m², i s'ubicarà entre l'actual via del ferrocarril Picamoixons-Lleida i la del TAV Camp de Tarragona-Lleida, al sud del sector de La Romiguera i a tocar del polígon Plans de Jori i de les tres principals empreses de la zona: SIMO, MAHLE Behr i Saint-Gobain. Inclourà una terminal ferroviària de 750 m de llargària per al transport de mercaderies per ferrocarril, que enllaçarà amb la línia de ferrocarril existent. El centre, envoltat de corredors viaris i ferroviaris, es destinarà a activitats logístiques, distribució nacional i internacional i indústria neta, entre d'altres, i disposarà d'un espai reservat per a l'oferta de serveis.
La inversió és a compte de Centrals i Infraestructures per a la Mobilitat i les Activitats Logístiques, empresa pública de la Generalitat, i l'ajuntament de Montblanc, que esperen tenir enllestides les obres d'urbanització de la primera fase del polígon, que es van començar el 2019 després de la investigació per trobar estructures romanes, el 2022 i permetre que les instal·lacions puguin ser operatives, quan s'hi ha d'instal·lar la primera empresa, Bon Preu.